# Messerschmitt Me 410
Messerschmitt Me 410 Hornisse ((tysk): hveps) var et tysk 2-motors jagerfly, bygget under 2. verdenskrig.